# Paganizer
Paganizer är ett svenskt dödsmetallband som bildades 1998. 

## Medlemmar
Nuvarande medlemmar
- Roger "Rogga" Johansson – gitarr, sång (1998– )
- Matthias Fiebig – trummor (2000–2009, 2013– )
- Martin Klasén – basgitarr (2014– )
- Kjetil Lynghaug – sologitarr (2015)

Tidigare medlemmar
- Jocke Diener – basgitarr (1998–2001)
- Jocke Ringdahl – trummor (1998–2000, 2010–2013)
- Andreas "Dea" Karlsson – sologitarr (1998–2003, 2009–2013)
- Oskar Nilsson – basgitarr (2001–2003)
- Patrik Halvarsson – gitarr (2003), basgitarr (2004–2009)
- Anders Brisheim – basgitarr (2011–2013)
- Dennis Blomberg – basgitarr (2012–2013), sologitarr (2013–2015)

Bidragande musiker (studio)
- Björn Jonsson – trummor
- Simon Lundin – keyboard (1999)
- Tore Stjerna – sång (2001)
- Jörgen Sandström – bakgrundssång (2002)
- Brynjar Helgetun – trummor (2009)

## Diskografi
Demo
- Stormfire (1998)

Studioalbum
- Deadbanger (1999)
- Promiting Total Death (2001)
- Dead Unburied (2002)
- Murder Death Kill (2003)
- No Divine Rapture (2004)
- Carnage Junkie (2008)
- Scandinavian Warmachine (2009)
- Into the Catacombs (2011)
- World Lobotomy (2013)
- Land of Weeping Souls (2017)
- The Tower of the Morbid (2019)

Livealbum
- Death Through the Copperfields (2020)

EP
- Born To Be Buried Alive (2008)
- Cadaver Casket (On a Gurney to Hell) (2013)
- The Portal (2016)
- As Sanity Dies (2016)
- On the Outskirts of Hades (2016)
- Sherdil (2016)

Singlar
- "Ode to the Horde" / "Cyclone Empire" (2009)

Samlingsalbum
- Death Forever - The Pest of Paganizer (2004)
- Deadbanger / Promoting Total Death / Dead Unburied / Warlust (2005)
- Basic Instructions for Dying (2009)
- Carve; Stillborn Revelations and Revel in Human Filth (2012)
- 20 Years in a Terminal Grip (2014)

Annat
- In Glory's Arms We Will Fall (1999) (delad EP med Abattory)
- Warlust (1999) (outgiven EP)
- Chapel of Blood (2006) (delad EP med Eroded)
- Unglaube / Split Wide Open (2008) (delad CD med Depression)
- Sore / Paganizer (2009) (delad 7" vinyl)
- Demonical vs. Paganizer (2010) (delad 7" vinyl)
- Blood on the Axe / Cata:bomB (2014) (delad 7" vinyl med Humiliation)
- Imperial Anthems No. 15 (2014) (delad 7" vinyl med Grand Supreme Blood Court)
- Bred by Demons/Human Landfill (2016) (delad 7" vinyl med Skinned Alive)
- Paganizer / Restos Humanos (2017) (delad 7" vinyl med Restos Humanos)
- "Widower" / "The Second Portal" (2019) (delad 7" vinyl med Master)
- "Casket Dreams" / "Nail the Nazarene" (20019) (delad 7" vinyl med Heathenspawn)